# میرابلا ایمباکاری
میرابلا ایمباکاری (به ایتالیایی: Mirabella Imbaccari) یک کومونه در ایتالیا است که در استان کاتانیا واقع شده‌است.

## خصوصیات
میرابلا ایمباکاری ۱۵٫۴ کیلومترمربع مساحت و ۶٬۶۰۲ نفر جمعیت دارد و ۵۱۸ متر بالاتر از سطح دریا واقع شده‌است.